# سفیدک سطحی گندمیان
سفیدک سطحی گندمیان (نام علمی: Blumeria graminis) نام یک گونه از راسته سفیدک پودری است.